# Anna Radziwiłł
 (novembre 2024).
Anna Radziwiłł (1476-1522) est la fille de Mikołaj Radziwiłł, chancelier du Grand duché de Lituanie, voïvode de Vilnius et châtelain de Trakai.

## Biographie
Elle se marie en 1496 ou 1497 avec Konrad III de Mazovie de la dynastie Piast en lui apportant une dot de 2.000 ducats. Quatre enfants naîtront de ce mariage, deux filles d'abord, deux garçons ensuite.
À la mort de son époux Konrad III en 1503, elle devient régente des domaines mazoviens de son époux, dont Czersk, ses deux fils, Stanisław et Janusz, étant encore mineurs.
Une partie seulement de l'héritage était héréditaire, le reste devait revenir au roi de Pologne. Soutenue par la noblesse de Mazovie, qui rejeta avec virulence tout serment d'allégeance au roi Aleksander Ier Jagellon, Anna, "une femme au cœur d'homme", alla défendre les droits de ses fils lors de la diète de Piotrków. Elle obtint du roi le 14 mars 1504 pour ses fils les domaines de Varsovie, Ciechanów, Łomża et Nowogród en Podlasie, à titre viager (sans droit de transmission aux enfants). En compensation, la régente devait acquitter la somme de 30 000 ducats, ce qui fut fait totalement fin 1505.
Anna Radziwiłł dut renoncer officiellement à la régence, en 1518, à la majorité de ses deux fils, alors âgés de 17 et de 16 ans, sous la pression de la noblesse mazovienne. En réalité elle gouverna jusqu'à sa mort. Son tombeau se trouve dans l'église Sainte-Anne de Varsovie.